# Vladislav Dragojlović
Vladislav Dragojlović (in serbo Владислав Драгојловић?; Užice, 6 marzo 1979) è un ex cestista serbo.

## Palmarès
- Coppa di Serbia e Montenegro: 2

Stella Rossa: 2004, 2006